# Porta de Brandenburg
La Porta de Brandenburg (en alemany Brandenburger Tor) és una de les antigues portes d'accés a Berlín i un dels principals símbols de la ciutat. És situada al districte berlinés de Mitte, entre la Pariser Platz i la plaça del 18 de Març, i a poca distància del Reichstag. Va ser encarregada pel rei Frederic Guillem II de Prússia com a símbol de pau i construïda per Carl Gotthard Langhans entre 1788 i 1791.
El disseny de la porta es va basar en el dels Propileus, la porta d'entrada a l'Acròpoli d'Atenes. És composta per dotze columnes que imiten l'estil arquitectònic dòric, disposades en dues fileres de sis. Al capdamunt de la porta hi ha l'estàtua de bronze d'una quadriga conduïda per la deessa de la pau en senyal de victòria. La porta fa 26 m d'alçada, 65,5 m d'amplada i 11 m de profunditat.

## Història
Poc després de la construcció de la porta, el 1806, Berlín va ser envaïda després de la derrota prussiana en les guerres napoleòniques. Napoleó va desfilar al capdavant del seu exèrcit a través de la porta, i es va emportar la quadriga a París.
Quan, el 1814, la quadriga va tornar a Berlín, es va canviar la branca de llorer de l'estàtua per una Creu de Ferro, transformant-la de la deessa de la pau a la deessa de la victòria.
Quan els nazis van arribar al poder, van utilitzar la porta com a símbol del seu poder. Tot i que malmesa, la porta va sobreviure als bombardejos de la guerra, i juntament amb l'Acadèmia de Belles Arts era l'únic edifici que quedava dempeus a la Pariser Platz el 1945.
La porta restà al cantó soviètic en el repartiment de Berlín entre els vencedors de la guerra. Va ser restaurada conjuntament entre els governs de Berlín oriental i occidental, però el 1961 va acabar aïllada amb la construcció del Mur de Berlín.
El 1963, quan el president dels Estats Units John F. Kennedy va visitar la Porta de Brandenburg els soviètics van penjar-hi cortines roges per evitar que es pogués veure l'altra banda. A principis de la dècada dels 80, el batlle de Berlín Oest Richard von Weizsäcker va descriure la situació tot dient que "la qüestió alemanya no es resoldria mentre la Porta de Brandenburg romangués tancada".
El 12 de juny de 1987, el president Ronald Reagan va fer un discurs davant de la Porta que es podia sentir a totes dues bandes del mur, en què es va adreçar directament al secretari general del partit comunista Mikhaïl Gorbatxov exigint-li que obrís la Porta i enderroqués el Mur:
| « | Secretari general Gorbatxov, si cerqueu pau, si cerqueu prosperitat per a la Unió Soviètica i per a l'Europa oriental, si cerqueu liberalització: Veniu aquí a aquesta porta! Sr. Gorbatxov, obriu aquesta porta! Sr. Gorbatxov, enderroqueu aquest mur! | » |

Quan el mur de Berlín va caure el 10 de novembre de 1989, la porta va simbolitzar la llibertat i la unitat de la ciutat. Als voltants de la porta es van reunir berlinesos de l'est i de l'oest per a celebrar-ho. La porta es va reobrir oficialment el 22 de desembre d'aquell any, quan el canceller de l'RFA Helmut Kohl va travessar la Porta i fou benvingut pel primer ministre de l'RDA, Hans Modrow.
D'aleshores ençà, la Porta ha continuat essent un punt de trobada dels ciutadans de Berlín per a celebracions de tota classe, com per exemple l'entrada en funcionament de l'Euro.

## Galeria d'imatges

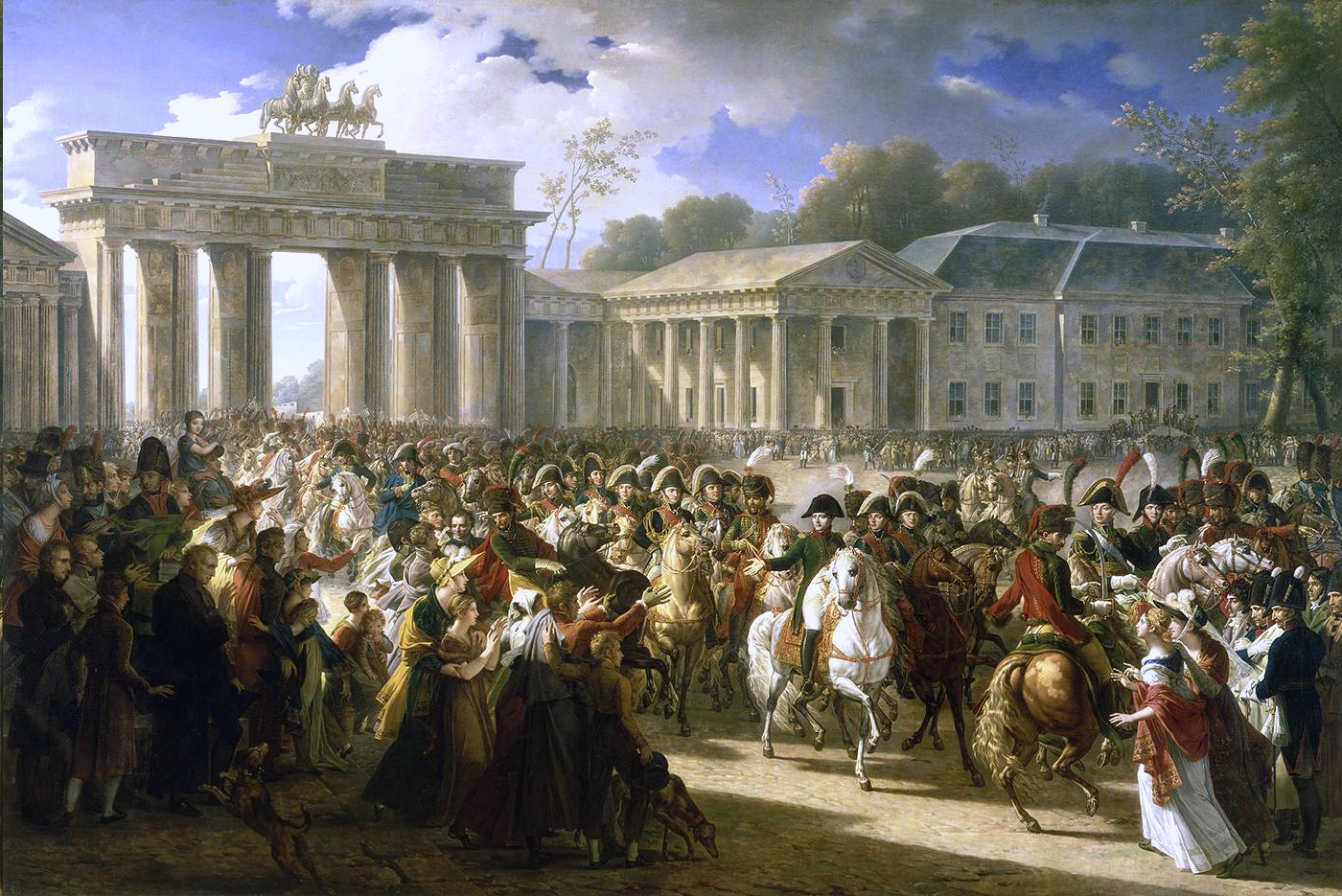
Napoleó entrant a Berlín (1806)
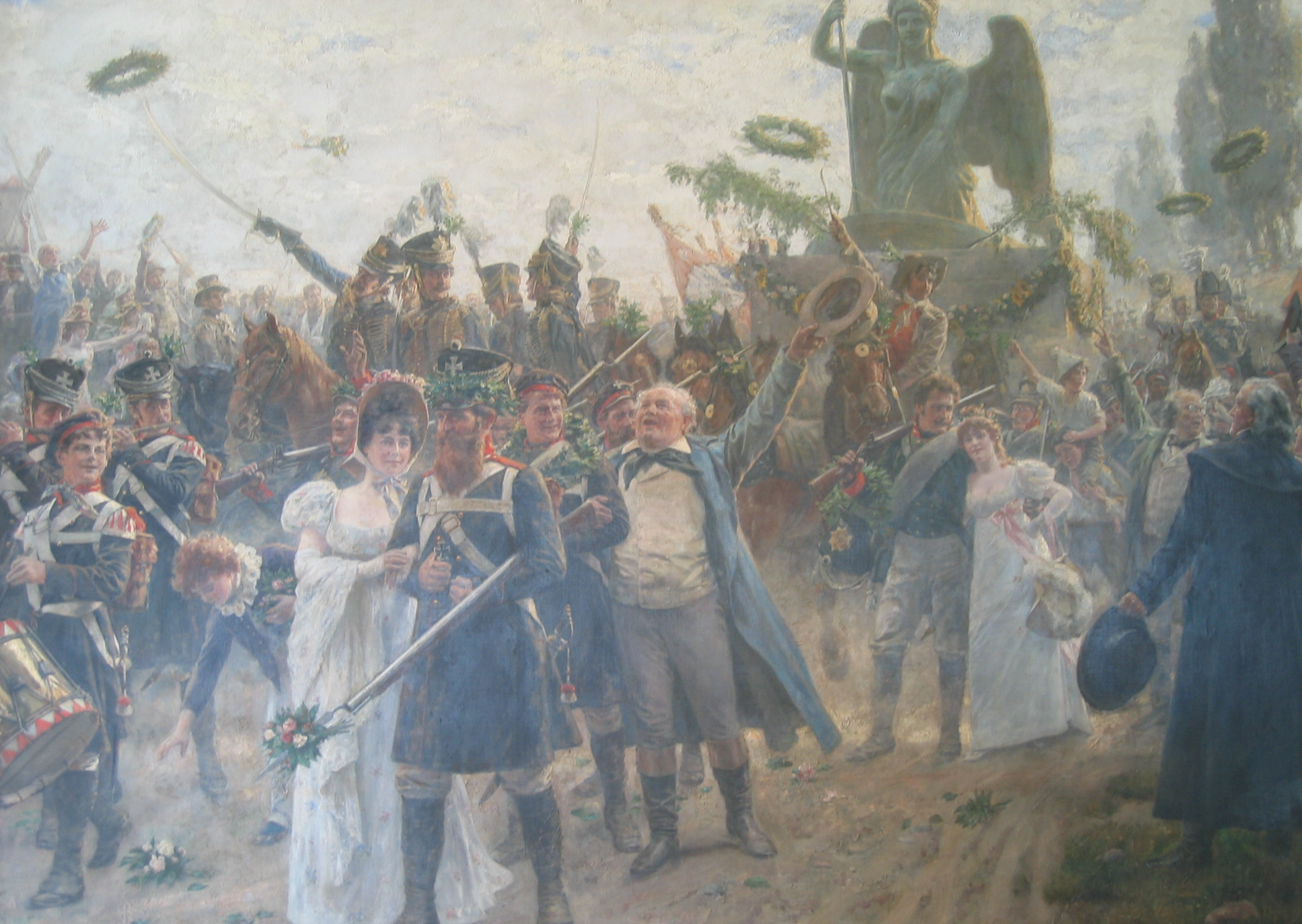
El retorn de la quadriga (1814)
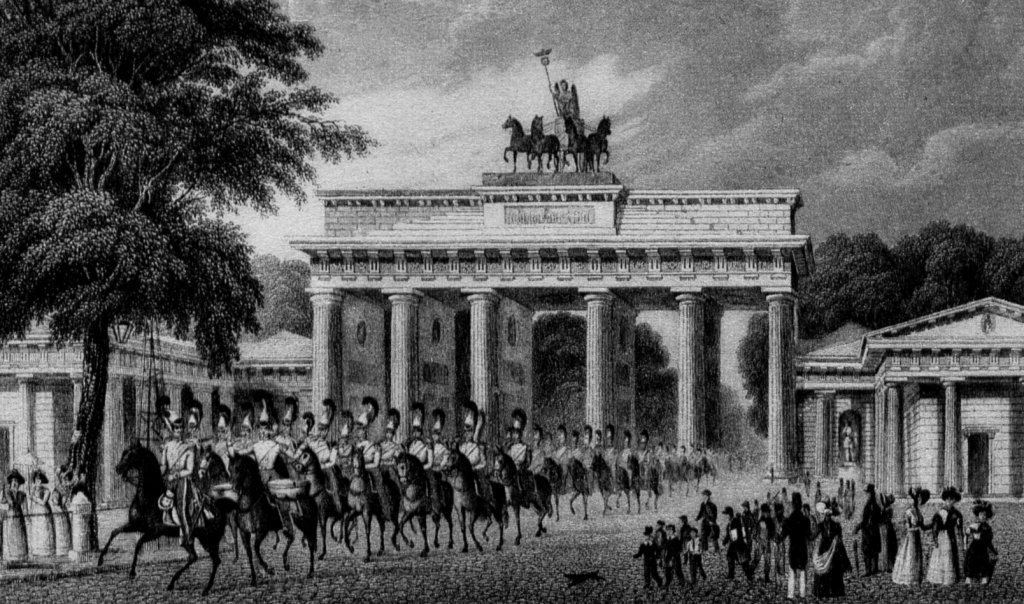
Desfilada prussiana (1882)
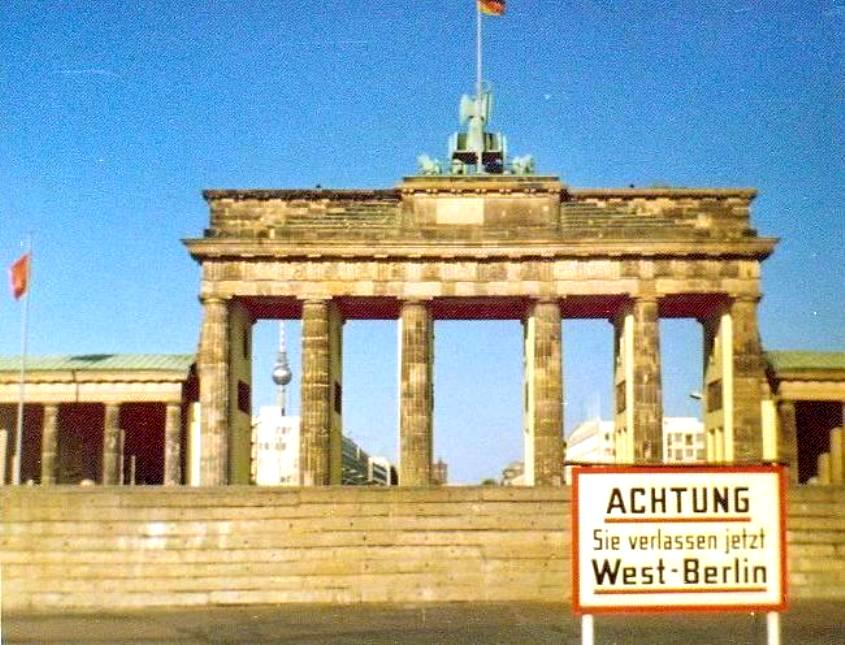
El mur de Berlín davant la Porta (1976)
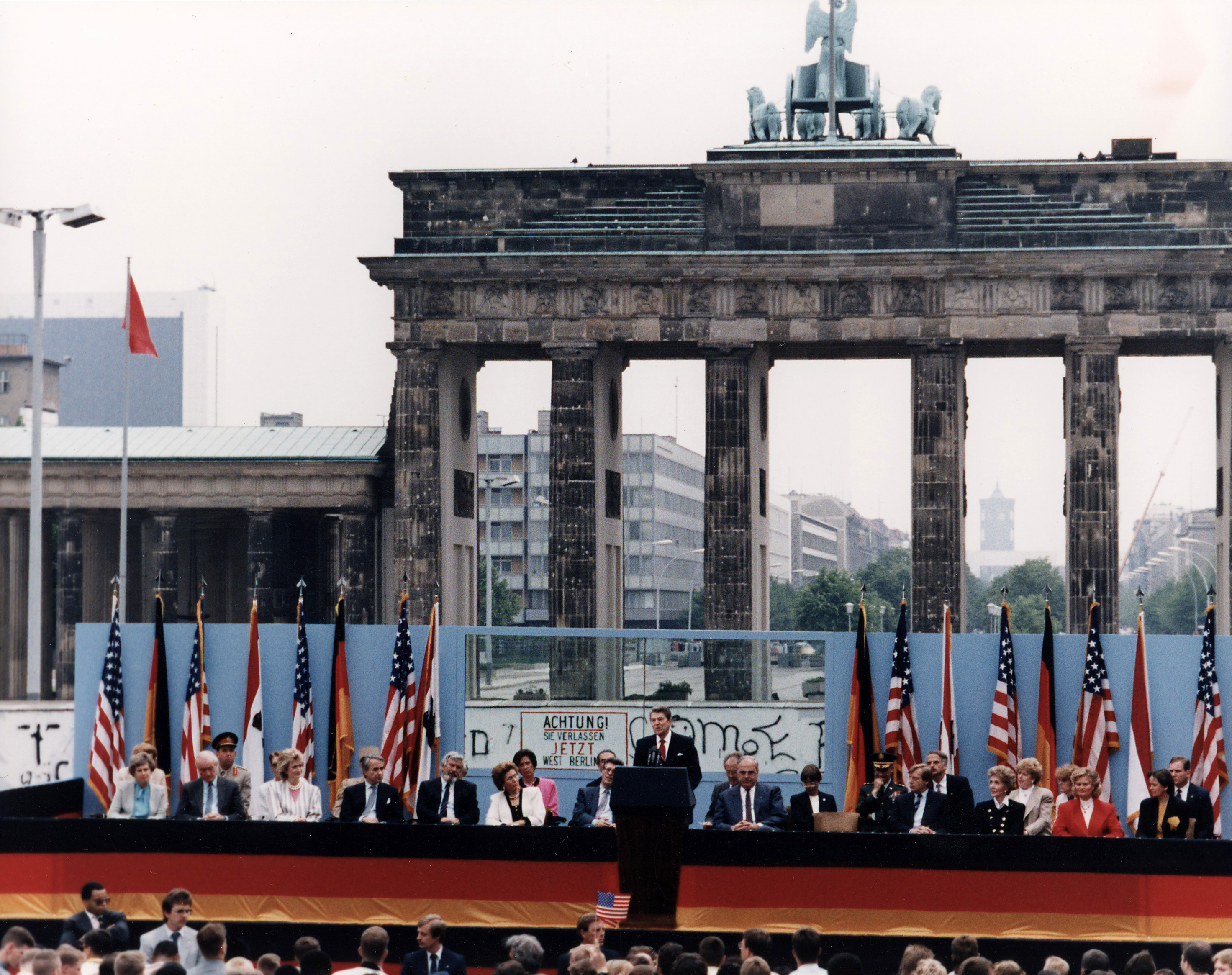
Ronald Reagan pronunciant el seu discurs (1987)
Imatge actual (2005)
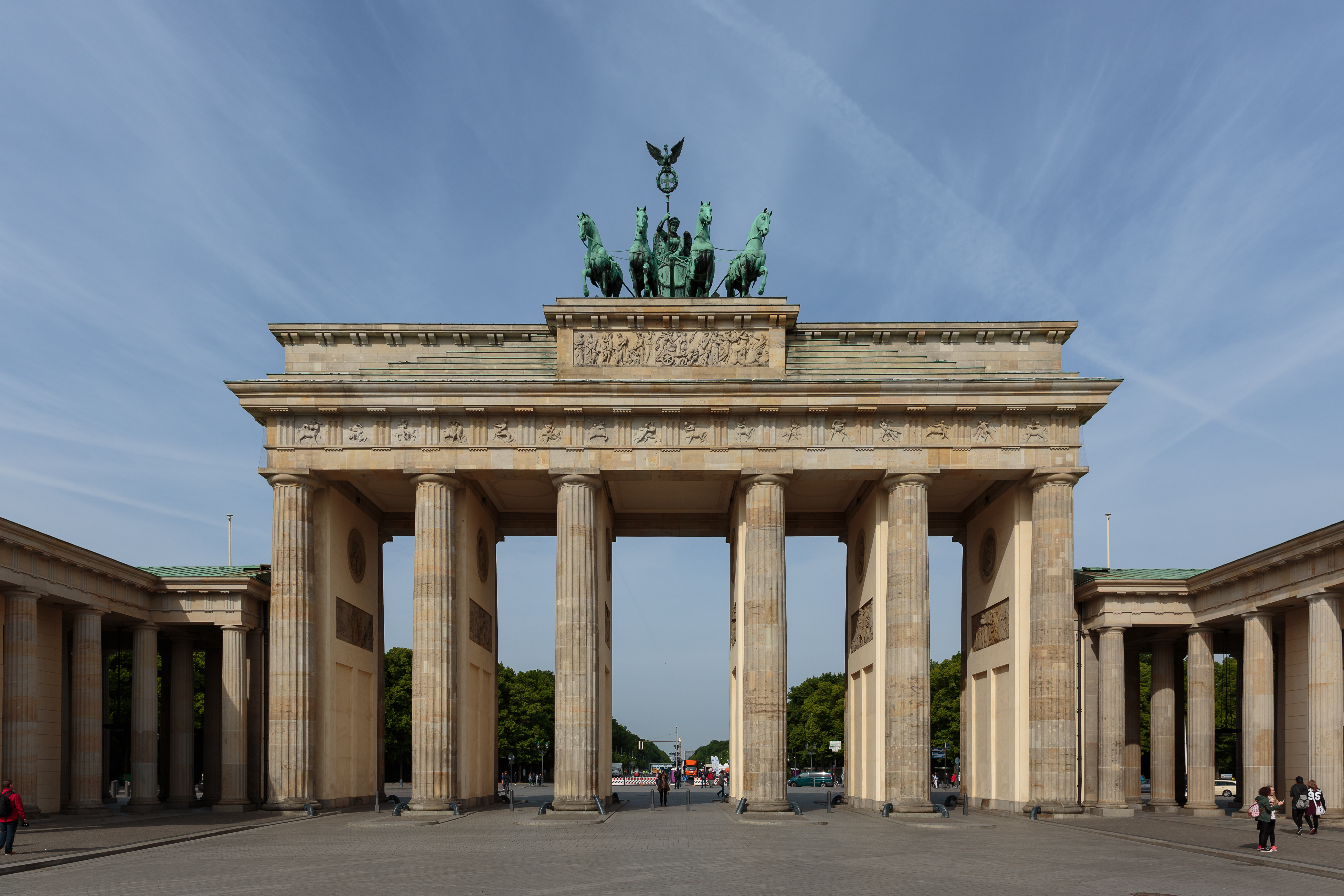
Imatge actual (2015)